# Djamel Bouras (político)
Djamel Bouras  (Lille) es un político de la diáspora argelina. Desde abril de 2020 presidente interino del Parlamento Panafricano. Desde mayo de 2018 asumía la vicepresidencia de este parlamento. En 2012 fue elegido diputado de la inmigración de la región norte de Francia por el Frente de Liberación Nacional en Asamblea Popular Nacional de Argelia. También asumió la vicepresidencia de la cámara. En 2017 renovó el escaño.

## Trayectoria
Militante del Frente de Liberación Nacional, considerado una de las personas próximas al presidente Said Bouteflika, en 2012 fue elegido diputado de la inmigración por la región norte de Francia en la Asamblea Popular Nacional de Argelia y asumió la vicepresidencia de la misma. Durante la legislatura 2012-2017 impulsó diversas disposiciones de apoyo a la diáspora argelina. En 2017 fue reelegido para el escaño.
En 2018 fue elegido vicepresidente del Parlamento Panafricano el 18 de mayo de 2018 del grupo de países de África del Norte (Argelia, Egipto, Túnez, Libia, Sahara Occidental, Mauritania y Marruecos) con 97 votos.
En abril de 2020 asumió la presidencia del Parlamento Panafricano de manera interina.